# Список держав та залежних територій Африки

Статистична карта Африки

Африка — другий за чисельністю населення та площею континент після Євразії. Площа Африки (включно з островами) — 30 221 532 км². Африка займає 6 % від повної поверхні Землі і 20,4 % від повної площі суходолу планети. Населення Африки — 960 мільйонів осіб (2005) — приблизно 14 % населення світу. Загальне число держав та залежних територій в Африці — 62 (з них 54 незалежних). Серед них 10 острівних, 14 внутрішньоконтинентальних та 37 держав з виходом до морів і океанів. Країни Африки умовно поділяють на 4 регіони — Північний, Південний, Західний та Східний (нерідко виділяють також Центральну Африку).
Материк оточений Середземним морем на півночі, Суецьким каналом та Червоним морем на північному сході, Індійським океаном на сході та південному сході та Атлантичним океаном на заході.
Нижче представлений список всіх країн та залежних територій в Африці. Також названі столиця кожної з них, офіційна мова, валюта, кількість населення, площа та ВВП (залежні території та держава Маврикій позначені зеленим кольором, незалежні держави — червоним).

## Країни
| Назва ( Офіційна назва )                                            | Прапор | Столиця                                                                | Карта                         | Валюта                    | Мова | Площа (квадратний кілометр) | Населення   | Список країн за ВВП (номінал) на душу населення (в доларах США) |
| ------------------------------------------------------------------- | ------ | ---------------------------------------------------------------------- | ----------------------------- | ------------------------- | --- | --------------------------- | ----------- | --------------------------------------------------------------- |
| Азорські острови ( Автономний регіон Азорські острови )             |        | Понта-Делгада Ангра-ду-Ероїжму Орта                                    | Азорські острови              | Євро                      | Португальська мова                                                                                         | 2346                        | 243 018     | 3800                                                            |
| Алжир (Алжирська Народна Демократична Республіка)                   |        | Алжир                                                                  | Алжир                         | Алжирський динар          | Арабська                                                                                                   | 2 381 740                   | 33 333 216  | 7700                                                            |
| Ангола (Республіка Ангола)                                          |        | Луанда                                                                 | Ангола                        | Ангольська кванза         | Португальська                                                                                              | 1 246 700                   | 15 941 000  | 2813                                                            |
| Бенін (Республіка Бенін)                                            |        | Порто-Ново                                                             | Бенін                         | Франк CFA                 | Французька                                                                                                 | 112 622                     | 8 439 000   | 1176                                                            |
| Ботсвана (Республіка Ботсвана)                                      |        | Габороне                                                               | Ботсвана                      | Пула                      | Англійська, сетсвана                                                                                       | 581 726                     | 1 839 833   | 11 400                                                          |
| Буркіна-Фасо                                                        |        | Уагадугу                                                               | Буркіна Фасо                  | Франк CFA                 | Французька                                                                                                 | 274 000                     | 13 228 000  | 1284                                                            |
| Бурунді (Республіка Бурунді)                                        |        | Гітега                                                                 | Бурунді                       | Бурундійський франк       | Кірунді, французька                                                                                        | 27 830                      | 7 548 000   | 739                                                             |
| Габон (Габонська Республіка)                                        |        | Лібревіль                                                              | Габон                         | Франк CFA                 | Французька                                                                                                 | 267 668                     | 1 384 000   | 7055                                                            |
| Гамбія (Республіка Гамбія)                                          |        | Банжул                                                                 | Гамбія                        | Далас                     | Англійська                                                                                                 | 10 380                      | 1 517 000   | 2002                                                            |
| Гана (Республіка Гана)                                              |        | Аккра                                                                  | Гана                          | Седі                      | Англійська                                                                                                 | 238 534                     | 23 000 000  | 2700                                                            |
| Гвінея (Гвінейська Республіка)                                      |        | Конакрі                                                                | Гвінея                        | Гвінейський франк         | Французька                                                                                                 | 245 857                     | 9 402 000   | 2035                                                            |
| Гвінея-Бісау (Республіка Гвінея-Бісау)                              |        | Бісау                                                                  | Гвінея-Бісау                  | Франк CFA                 | Португальська                                                                                              | 36 125                      | 1 586 000   | 736                                                             |
| Демократична Республіка Конго                                       |        | Кіншаса                                                                | Демократична республіка Конго | Конголезький франк        | Французька                                                                                                 | 2 344 858                   | 71 712 867  | 774                                                             |
| Джибуті (Республіка Джибуті)                                        |        | Джибуті                                                                | Джибуті                       | Франк Джибуті             | Арабська, французька                                                                                       | 23 200                      | 496 374     | 2070                                                            |
| Екваторіальна Гвінея (Республіка Екваторіальна Гвінея)              |        | Малабо                                                                 | Екваторіальна Нігерія         | Франк CFA                 | Іспанська, французька                                                                                      | 28 051                      | 504 000     | 16 312                                                          |
| Еритрея                                                             |        | Асмара                                                                 | Еритрея                       | Еритрейська накфа         | Арабська, тигринья                                                                                         | 117 600                     | 5 880 000   | 1000                                                            |
| Ефіопія (Федеративна Демократична Республіка Ефіопія)               |        | Аддис-Абеба                                                            | Ефіопія                       | Ефіопський бир            | Амхарська                                                                                                  | 1 104 300                   | 85 237 338  | 4657                                                            |
| Єгипет (Арабська Республіка Єгипет)                                 |        | Каїр                                                                   | Єгипет                        | Єгипетський фунт          | Арабська                                                                                                   | 1 001 449                   | 80 335 036  | 4836                                                            |
| Замбія (Республіка Замбія)                                          |        | Лусака                                                                 | Замбія                        | Замбійська квача          | Англійська                                                                                                 | 752 614                     | 14 668 000  | 931                                                             |
| Зімбабве (Республіка Зімбабве)                                      |        | Хараре                                                                 | Зімбабве                      | Долар США                 | Англійська                                                                                                 | 390 757                     | 13 010 000  | 2607                                                            |
| Кабо-Верде (Республіка Кабо-Верде)                                  |        | Прая                                                                   | Кабо-Верде                    | Ескудо Кабо-Верде         | Португальська                                                                                              | 4033                        | 420 979     | 6418                                                            |
| Камерун (Республіка Камерун)                                        |        | Яунде                                                                  | Камерун                       | Франк CFA                 | Англійська, французька                                                                                     | 475 442                     | 17 795 000  | 2421                                                            |
| Канарські острови                                                   |        | Лас-Пальмас-де-Ґран-Канарія та Санта-Крус-де-Тенерифе                  | Канарські острови             | Євро                      | Іспанська                                                                                                  | 7447                        | 1 995 833   | —                                                               |
| Кенія (Республіка Кенія)                                            |        | Найробі                                                                | Кенія                         | Кенійський шилінг         | Англійська, суахілі                                                                                        | 580 367                     | 34 707 817  | 1445                                                            |
| Коморські Острови (Союз Коморських Островів)                        |        | Мороні                                                                 | Коморські Острови             | Коморський франк          | Арабська, коморська, французька                                                                            | 2235                        | 798 000     | 1660                                                            |
| Кот-д'Івуар (Республіка Кот-д'Івуар)                                |        | Ямусукро (Адміністративні.) Абіджан (Економічна)                       |                               | Франк CFA                 | Французька                                                                                                 | 322 460                     | 17 654 843  | 1600                                                            |
| Лампедуза і Лампіоне                                                |        | Лампедуза-е-Ліноза                                                     |                               | Євро                      | Італійська                                                                                                 | 25                          | 6216        | −                                                               |
| Лесото (Королівство Лесото)                                         |        | Масеру                                                                 | Лесото                        | Лоті                      | Англійська, сесото                                                                                         | 30 355                      | 1 795 000   | 2113                                                            |
| Ліберія (Республіка Ліберія)                                        |        | Монровія                                                               | Ліберія                       | Ліберійський долар        | Англійська                                                                                                 | 111 369                     | 3 283 000   | 1003                                                            |
| Лівія (Лівійська Республіка)                                        |        | Триполі                                                                | Лівія                         | Лівійський динар          | Арабська                                                                                                   | 1 759 540                   | 6 036 914   | 12 700                                                          |
| Маврикій (Республіка Маврикій)                                      |        | Порт-Луї                                                               |                               | Маврикійська рупія        | Англійська                                                                                                 | 2040                        | 1 219 220   | 13 703                                                          |
| Мавританія (Ісламська Республіка Мавританія)                        |        | Нуакшот                                                                | Мавританія                    | Мавританська угія         | Арабська                                                                                                   | 1 030 700                   | 3 069 000   | 2402                                                            |
| Мадагаскар (Республіка Мадагаскар)                                  |        | Антананаріву                                                           | Мадагаскар                    | Малагасійський аріарі     | Малагасійська, французька                                                                                  | 587 041                     | 18 606 000  | 905                                                             |
| Мадейра                                                             |        | Фуншал                                                                 | Мадейра                       | Євро                      | Португальська                                                                                              | 828                         | 245 806     | —                                                               |
| Майотта                                                             |        | Мамудзу                                                                | Майотта                       | Євро                      | Французька                                                                                                 | 374                         | 186 452     | 2600                                                            |
| Малаві (Республіка Малаві)                                          |        | Лілонгве                                                               | Малаві                        | Малавійська квача         | Англійська, Ньянджа                                                                                        | 118 484                     | 12 884 000  | 596                                                             |
| Малі (Республіка Малі)                                              |        | Бамако                                                                 | Малі                          | Франк CFA                 | Французька                                                                                                 | 1 240 192                   | 13 518 000  | 1154                                                            |
| Марокко (Королівство Марокко)                                       |        | Рабат                                                                  | Марокко                       | Марокканський дирхам      | Арабська                                                                                                   | 446 550                     | 33 757 175  | 4600                                                            |
| Мелілья (Автономне місто Мелілья)                                   |        | —                                                                      | Мелілья                       | Євро                      | Іспанська                                                                                                  | 12                          | 65 500      | —                                                               |
| Мозамбік (Республіка Мозамбік)                                      |        | Мапуту                                                                 | Мозамбік                      | Мозамбіцький метікал      | Португальська                                                                                              | 801 590                     | 20 366 795  | 1389                                                            |
| Намібія (Республіка Намібія)                                        |        | Віндгук                                                                | Намібія                       | Намібійський долар        | Англійська                                                                                                 | 825 418                     | 2 031 000   | 7478                                                            |
| Нігер (Республіка Нігер)                                            |        | Ніамей                                                                 |                               | Франк CFA                 | Французька                                                                                                 | 1 267 000                   | 13 957 000  | 872                                                             |
| Нігерія (Федеративна Республіка Нігерія)                            |        | Абуджа (місто)                                                         | Нігерія                       | Нігерійська найра         | Англійська                                                                                                 | 923 768                     | 154 729 000 | 1188                                                            |
| Острови Епарсе                                                      |        | Сен-Дені                                                               | Острови Епарсе                | Євро                      | Французька                                                                                                 | 38                          | —           | —                                                               |
| Острови Святої Єлени, Вознесіння і Тристан-да-Кунья                 |        | Джеймстаун                                                             | Острів Святої Єлени           | Фунт Святої Єлени         | Англійська                                                                                                 | 413                         | 7543        | —                                                               |
| Південно-Африканська Республіка                                     |        | Кейптаун (законодав.) Преторія (Адміністративні.) Блумфонтейн (Судова) | ПАР                           | Ренд                      | Африкаанс, англійська, венда, зулу, коса, південна ндебеле, північна сото, сваті, сесото, тсвана та тсонга | 1 221 037                   | 47 432 000  | 12 161                                                          |
| Південний Судан (Республіка Південний Судан)                        |        | Джуба                                                                  | Південний Судан               | Суданський фунт           | Англійська                                                                                                 | 619 745                     | 8 260 490   | ?                                                               |
| Республіка Конго                                                    |        | Браззавіль                                                             | Республіка Конго              | Франк CFA                 | Французька                                                                                                 | 342 000                     | 4 012 809   | 3919                                                            |
| Реюньйон                                                            |        | Сен-Дені                                                               | Реюньон                       | Євро                      | Французька                                                                                                 | 2512                        | 793 000     | —                                                               |
| Руанда (Республіка Руанда)                                          |        | Кігалі                                                                 | Руанда                        | Руандійський франк        | Англійська, руанда, французька,                                                                            | 26 798                      | 7 600 000   | 1300                                                            |
| Сан-Томе і Принсіпі (Демократична Республіка Сан-Томе та Принсіпі)  |        | Сан-Томе                                                               | Сан-Томе та Принсіпі          | Добра Сан-Томе і Принсіпі | Португальська                                                                                              | 964                         | 157 000     | 1266                                                            |
| Сахарська Арабська Демократична Республіка                          |        | Ель-Аюн (Марокканська) Бір-Лелу (тимчасово)                            | Західна Сахара                | Марокканський дирхам      | Арабська                                                                                                   | 267 405                     | 266 000     | —                                                               |
| Свазіленд (Королівство Свазіленд)                                   |        | Мбабане (офіційна) Лобамба (королівська та парламентська)              | Свазіленд                     | Ліланджені                | Англійська, свазі                                                                                          | 17 364                      | 1 032 000   | 5245                                                            |
| Сейшельські Острови (Республіка Сейшельські Острови)                |        | Вікторія                                                               | Сейшельські острови           | Сейшельська рупія         | Англійська, креольська, французька                                                                         | 451                         | 80 654      | 11 818                                                          |
| Сенегал (Республіка Сенегал)                                        |        | Дакар                                                                  | Сенегал                       | Франк CFA                 | Французька                                                                                                 | 196 723                     | 11 658 000  | 1759                                                            |
| Сеута                                                               |        | Сеута                                                                  | Сеута                         | Євро                      | Іспанська                                                                                                  | 28                          | 76 861      | —                                                               |
| Сокотра                                                             |        | Хадібо                                                                 |                               | Єменський ріал            | Арабська                                                                                                   | 3796                        | 42 842      | —                                                               |
| Сомалі (Сомалійська Республіка)                                     |        | Могадишо                                                               | Сомалі                        | Сомалійський шилінг       | Сомалі, арабська                                                                                           | 637 657                     | 9 832 017   | 600                                                             |
| Суверенні території Іспанії                                         |        | —                                                                      |                               | Євро                      | Іспанська                                                                                                  | —                           | 74          | —                                                               |
| Судан (Республіка Судан)                                            |        | Хартум                                                                 | Судан                         | Суданський фунт           | Арабська                                                                                                   | 1 886 068                   | 30 894 000  | 2522                                                            |
| Сьєрра-Леоне (Республіка Сьєрра-Леоне)                              |        | Фрітаун                                                                | Сьєрра-Леоне                  | Леоне                     | Англійська                                                                                                 | 71 740                      | 6 144 562   | 903                                                             |
| Танзанія (Об'єднана Республіка Танзанія)                            |        | Дар-ес-Салам; Додома                                                   | Танзанія                      | танзанійський шилінг      | Суахілі, англійська                                                                                        | 945 087                     | 37 849 133  | 723                                                             |
| Того (Тоголезька республіка)                                        |        | Ломе                                                                   | Того                          | Франк CFA                 | Французька                                                                                                 | 56 785                      | 6 100 000   | 1700                                                            |
| Туніс (Туніська Республіка)                                         |        | Туніс                                                                  | Туніс                         | Туніський динар           | Арабська                                                                                                   | 163 610                     | 10 102 000  | 8800                                                            |
| Уганда (Республіка Уганда)                                          |        | Кампала                                                                | Уганда                        | Угандійський шилінг       | Англійська, суахілі                                                                                        | 236 040                     | 27 616 000  | 1700                                                            |
| Центральноафриканська Республіка (Центральноафриканська Республіка) |        | Бангі                                                                  | ЦАР                           | Франк CFA                 | Санго (мова), французька                                                                                   | 622 984                     | 4 216 666   | 1198                                                            |
| Чад (Республіка Чад)                                                |        | Нджамена                                                               | Чад                           | Франк CFA                 | Арабська, французька                                                                                       | 1 284 000                   | 10 146 000  | 1519                                                            |